# XXx: Návrat Xandera Cage
XXx: Návrat Xandera Cage (v anglickém originále xXx: Return of Xander Cage) je americký akční film z roku 2017. Režie se ujal D. J. Caruso a scénáře F. Scott Frazier. Hlavní role hrají Vin Diesel, Donnie Yen, Deepika Padukone, Kris Wu, Ruby Rose, Tony Jaa, Nina Dobrev, Toni Collette, Ariadna Gutiérrez, Hermione Corfield a Samuel L. Jackson. Je to již třetí film XXx série: XXx (2002) a XXx: Nová dimenze (2005).
Na rozdíl od předchozích filmů, tenhle byl distribuován společností Columbia Pictures a vydán společností Paramount Pictures. Ve Spojených státech měl premiéru dne 20. ledna 2017, v České republice o den dříve. Film obdržel smíšené názory od kritiků. Celosvětově vydělal přes 346 milionů dolarů a stal se tak nejvýdělečnějším filmem studia Revolution Studios, který film produkoval.

## Obsazení
- Vin Diesel jako Xander Cage / xXx
- Donnie Yen jako Xiang / xXx
- Deepika Padukone jako Serena Unger / xXx
- Kris Wu jako Harvard "Nicks" Zhou
- Ruby Rose jako Adele Wolff
- Tony Jaa jako Talon / xXx
- Nina Dobrev jako Becky Clearidge
- Samuel L. Jackson jako NSA Agent Augustus Eugene Gibbons
- Toni Collette jako CIA Agent Jane Marke
- Nicky Jam jako Lazarus
- Rory McCann jako Tennyson "The Torch"
- Al Sapienza jako CIA ředitel Anderson
- Michael Bisping jako Hawk / xXx
- Ariadna Gutiérrez jako Gina Roff
- Hermione Corfield jako Ainsley
- Tony Gonzalez jako Paul Donovan
- Ice Cube jako Darius Stone / xXx
- Shawn Roberts jako Jonas
- Daniel Kash jako ruský špion
- Neymar (sám sebe)
- Andrey Ivenchko jako Red Erik

## Přijetí

### Tržby
Film vydělal 44,9 milionů dolarů v Severní Americe a 301,4 milionů dolarů v ostatních oblastech, celkově tak vydělal 346,3 milionů dolarů po celém světě. Rozpočet filmu činil 85 milionů dolarů. Za první víkend docílil druhé nejvyšší návštěvnosti, kdy vydělal 20 milionů dolarů.

### Recenze
Na recenzní stránce Rotten Tomatoes získal ze 121 započtených recenzí 45 procent s průměrným ratingem 4,8 bodů z deseti. Na serveru Metacritic snímek získal z 25 recenzí 42 bodů ze sta. Na Česko-Slovenské filmové databázi snímek získal 47 procent.

### Ocenění a nominace
Film získal 6 nominací na cenu Teen Choice Awards a to v kategoriích: nejlepší akční film, nejlepší herec v akčním filmu (Vin Diesel), nejlepší herečka v akčním filmu (Ruby Rose, Nina Dobrev, Deepika Padukone), objev roku (Padukone), nejlepší vztah (Padukone a Rose).